# Bahnhof Kreuzlingen
Der Bahnhof Kreuzlingen ist der grösste der vier Bahnhöfe der Stadt Kreuzlingen im Schweizer Kanton Thurgau. Er wird von den SBB betrieben und wird von Zügen der SBB, der Thurbo, der S-Bahn St. Gallen und der Deutschen Bahn bedient.

## Geschichte

Luftbild von Walter Mittelholzer (1919)

Der Bahnhof wurde am 1. Juli 1875 als Bahnhof Emmishofen im Zuge der Eröffnung der Bahnstrecke Etzwilen–Konstanz dem Verkehr übergeben. Damals trug der heutige Bahnhof Kreuzlingen Hafen an der Bahnstrecke Romanshorn–Konstanz den Namen Kreuzlingen. Zeitgleich wurde auch die Verbindung zwischen den beiden Bahnhöfen eröffnet. Per 18. Dezember 1911 kam dann nach zweijähriger Bauzeit die Mittelthurgaubahn (MThB) dazu, welche ihre Strecke von Weinfelden nach Emmishofen eröffnete. Für diesen Schritt wurde der Bahnhof massiv umgebaut.
Mit der Eingemeindung Emmishofens in die Stadt Kreuzlingen wurde aus dem Bahnhof Emmishofen der Bahnhof Kreuzlingen, und der „alte“ Bahnhof Kreuzlingen hiess nunmehr „Kreuzlingen Hafen“.
1996 gingen alle Strecken rund um den Bahnhof Kreuzlingen an die MThB über – bisher hatte nur die Strecke Weinfelden–Kreuzlingen ihr gehört. Auch die Strecke Kreuzlingen–Konstanz gehörte den SBB, auch wenn sie nur von der MThB befahren wurde. Mit dem MThB-Konkurs und der Gründung der Auffanggesellschaft Thurbo als 90 %-Tochter der SBB im Jahr 2002 ging der Bahnhof wieder an die SBB.

Billettschalter Neubau (ca. 1945)
Altes Bahnhofsgebäude (ca. 1945)
Diensttelefone, Tresor, Tarif- und Vorschriftensammlung Altbau (ca. 1945)
Stellwerk (ca. 1945)
Altes WC-Gebäude, Stellwerksgebäude (ca. 1945)
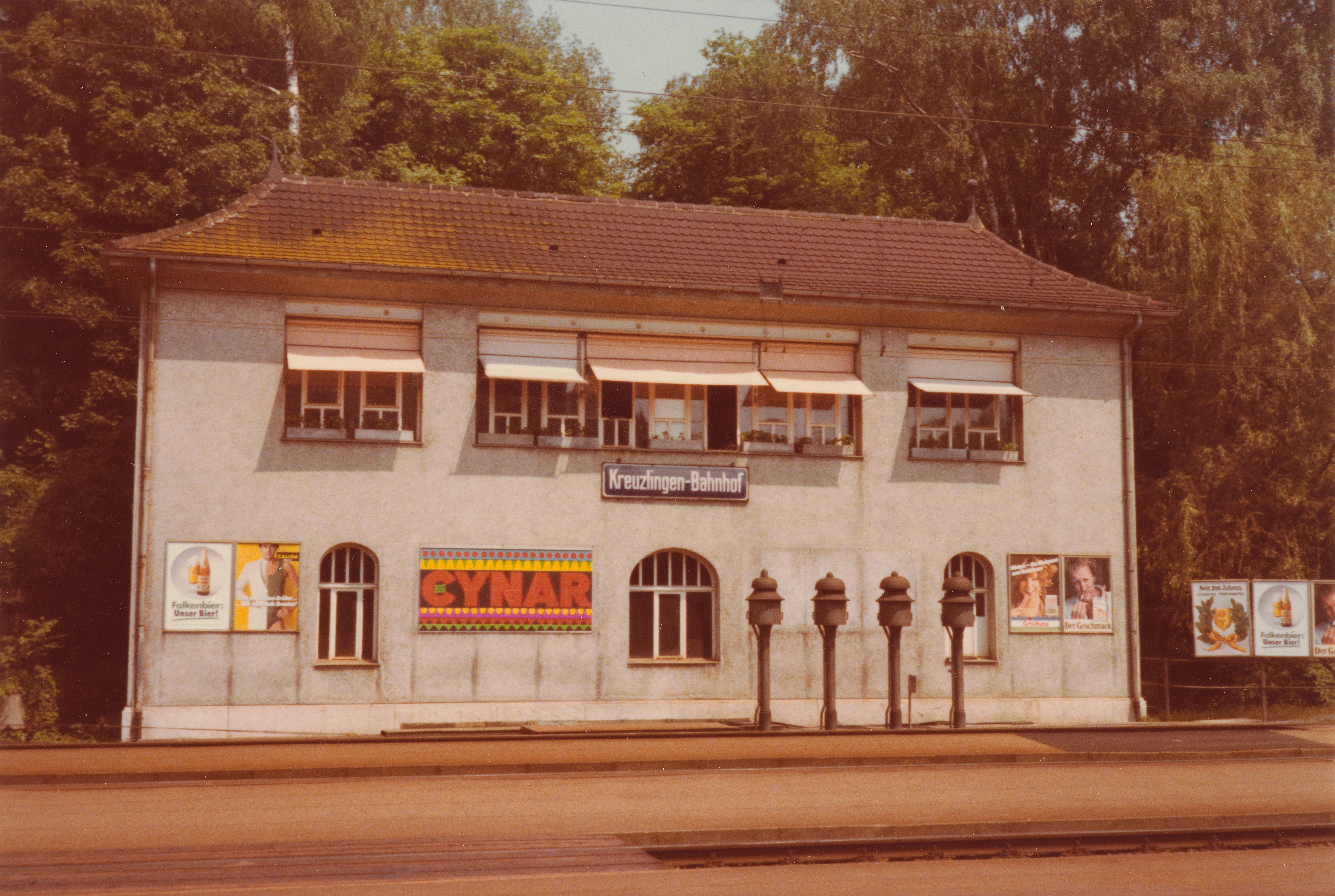
Stellwerksgebäude (1979)

## Aufbau
Der Bahnhof besteht aus je einem Seiten- und einem Mittelbahnsteig. Die Gleispläne wurden so erstellt, dass pro Gleis zeitgleich zwei Züge halten und auch einander überholen können.

## Verkehr

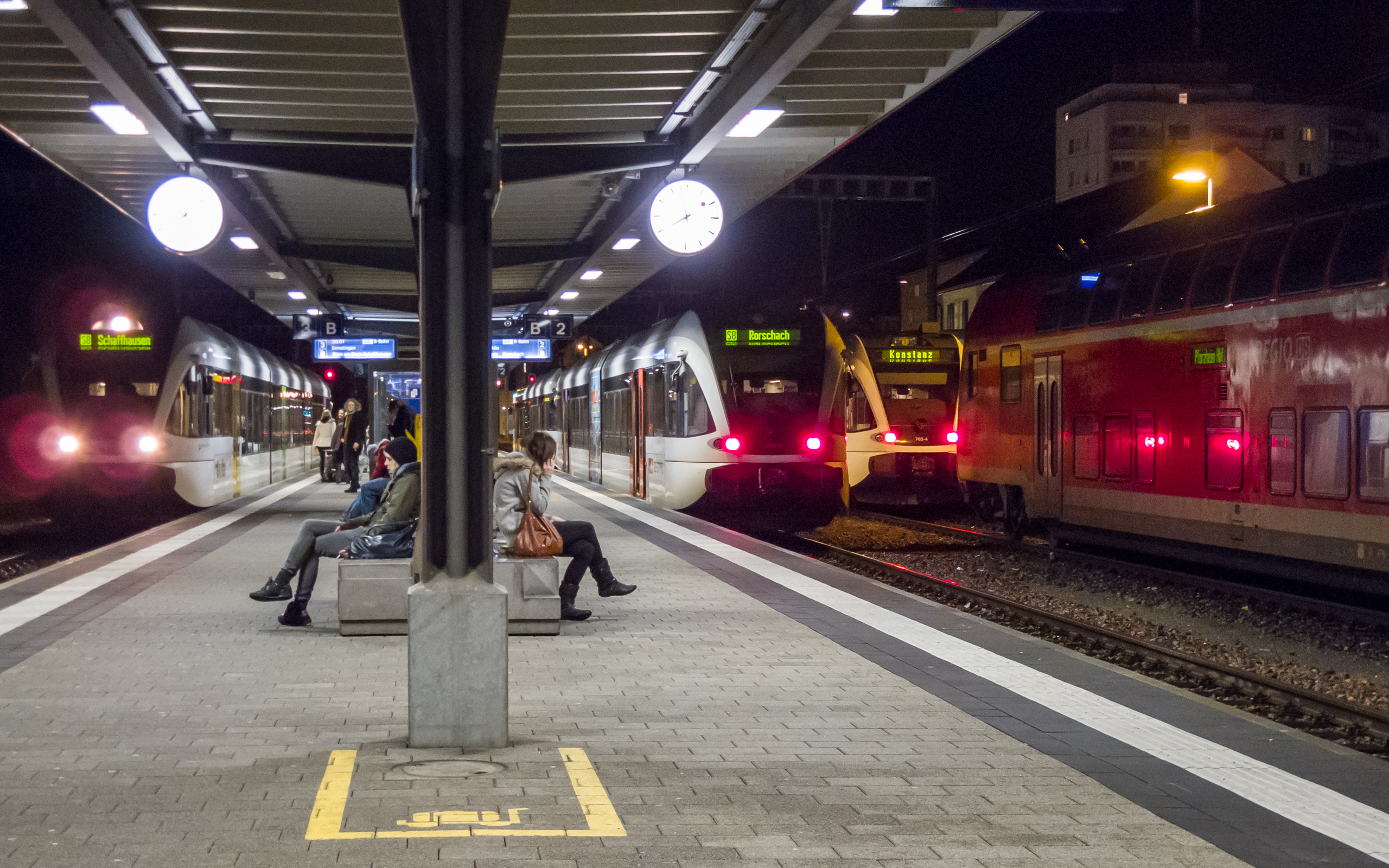
Mittelperron (2011)

Stand: Fahrplanjahr 2017

### Fernverkehr
- 75 Luzern – Zürich HB – Konstanz  BZ RZ

### Regionalverkehr
S-Bahn St. Gallen
- S 1 Wil – Gossau SG – St. Gallen –  Romanshorn – Kreuzlingen – Schaffhausen (Thurbo)
- S 14 Weinfelden – Kreuzlingen – Konstanz (Thurbo)
- S 44 Weinfelden – Kreuzlingen – Konstanz (Thurbo)

## Zukunft
Die SBB plant, in 50 bis 100 mittelgrossen Bahnhöfen die persönliche Bedienung einzustellen. Dann können Tickets nur noch an Automaten erworben werden. Davon wäre nach einem Pressebericht auch Kreuzlingen betroffen.
Seit dem Jahr 2018 wird die Idee einer Kreuzlinger-Konstanzer S-Bahn diskutiert.
Seit dem Fahrplanwechsel 2022/2023 im Dezember 2022 fährt alle zwei Stunden eine schnelle S-Bahn mit der Bezeichnung „S44“ von Konstanz über Kreuzlingen nach Weinfelden. Diese schnelle S-Bahn ergänzt den Takt der stündlichen Schnellzugverbindung in Richtung Zürich. Geplant ist es, diese Verbindung zu einem Stundentakt zu verdichten. Dazu ist jedoch unter anderem ein zusätzliches (viertes) Perron am bereits vorhandenen Gleis im Norden des Bahnhofs notwendig.

## Bilder

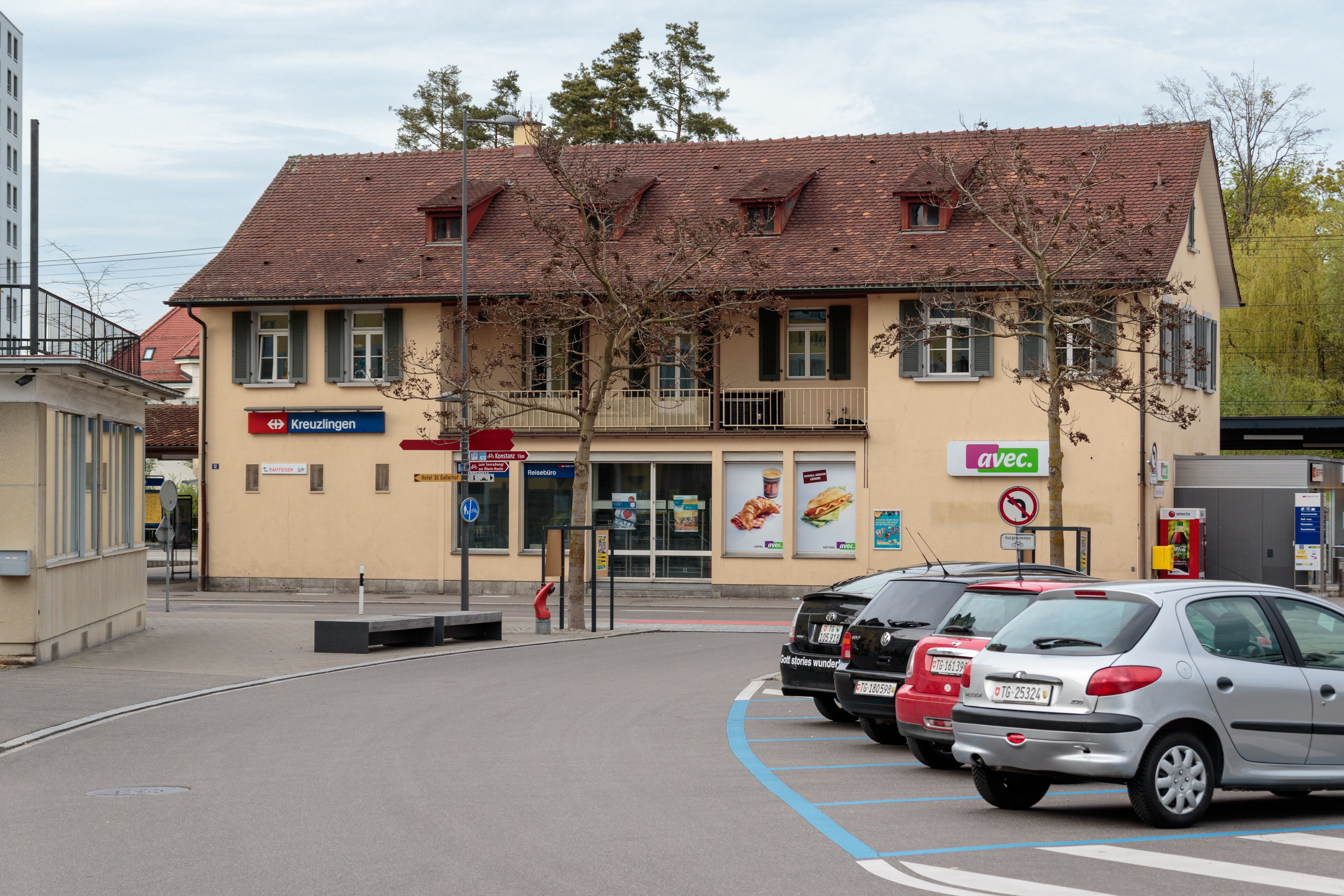
Bahnhofsgebäude
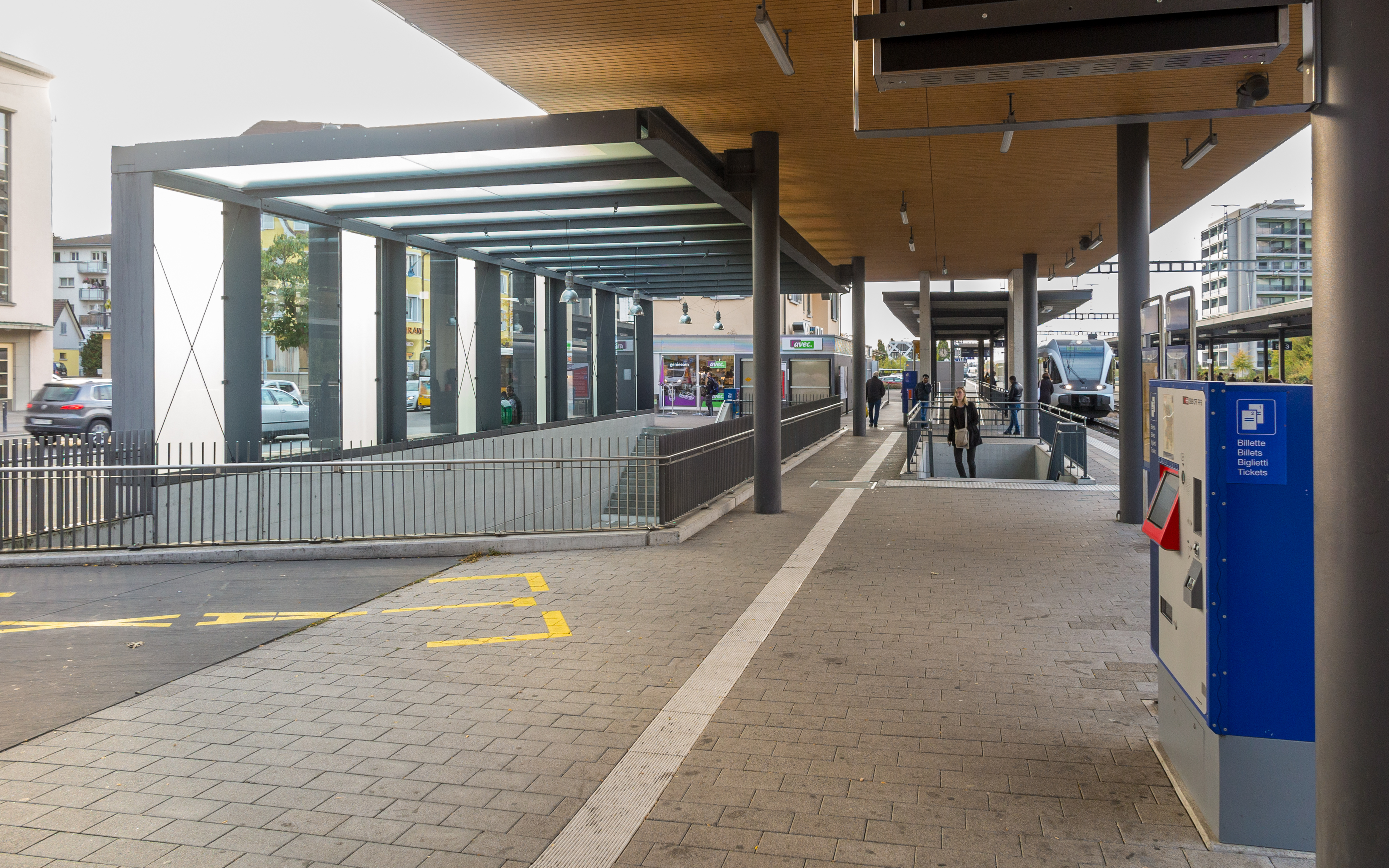
Überdachter Perron Gleis 1 und Unterführungszugänge
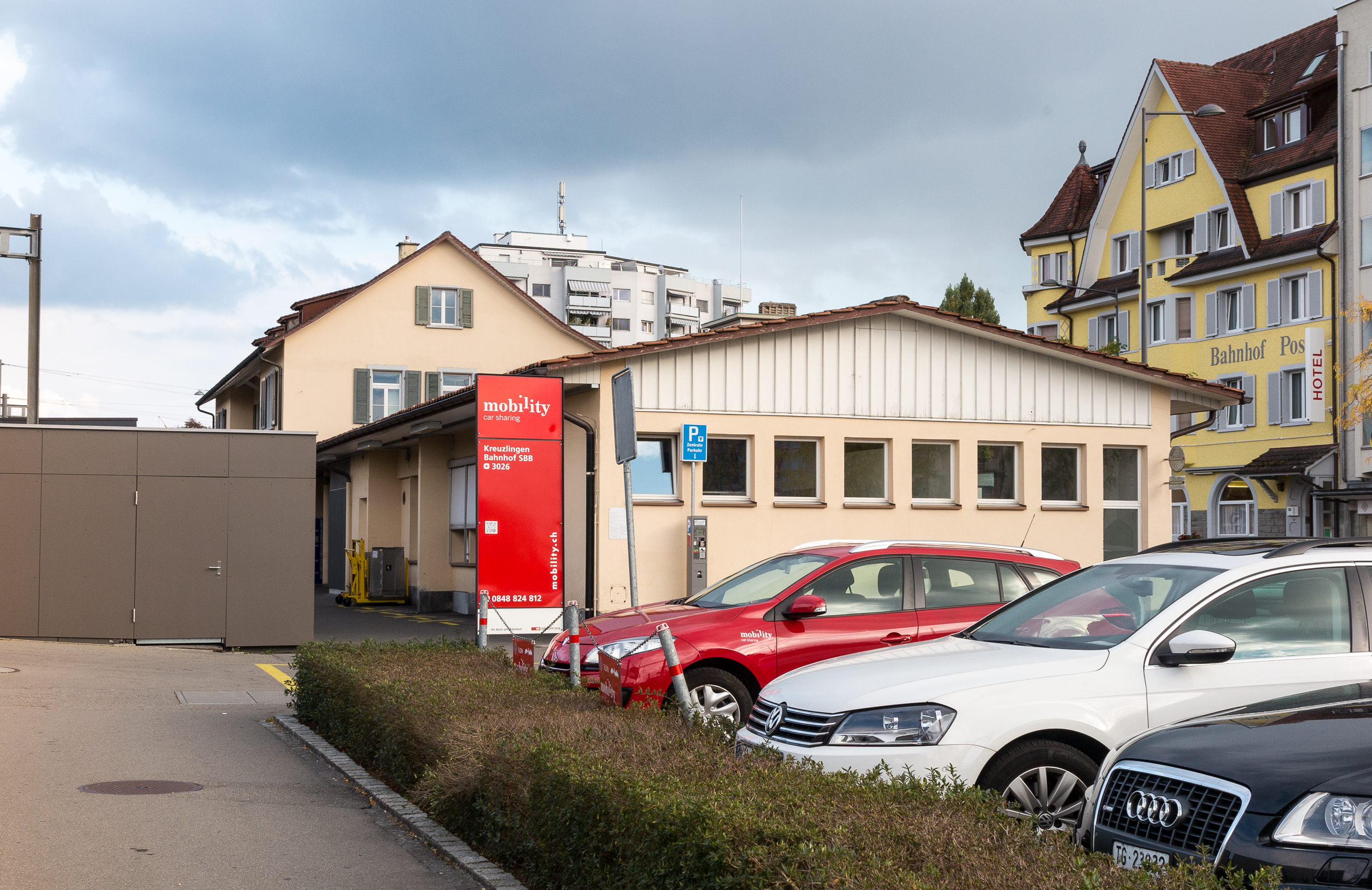
Mobility-Station und Parkplatz
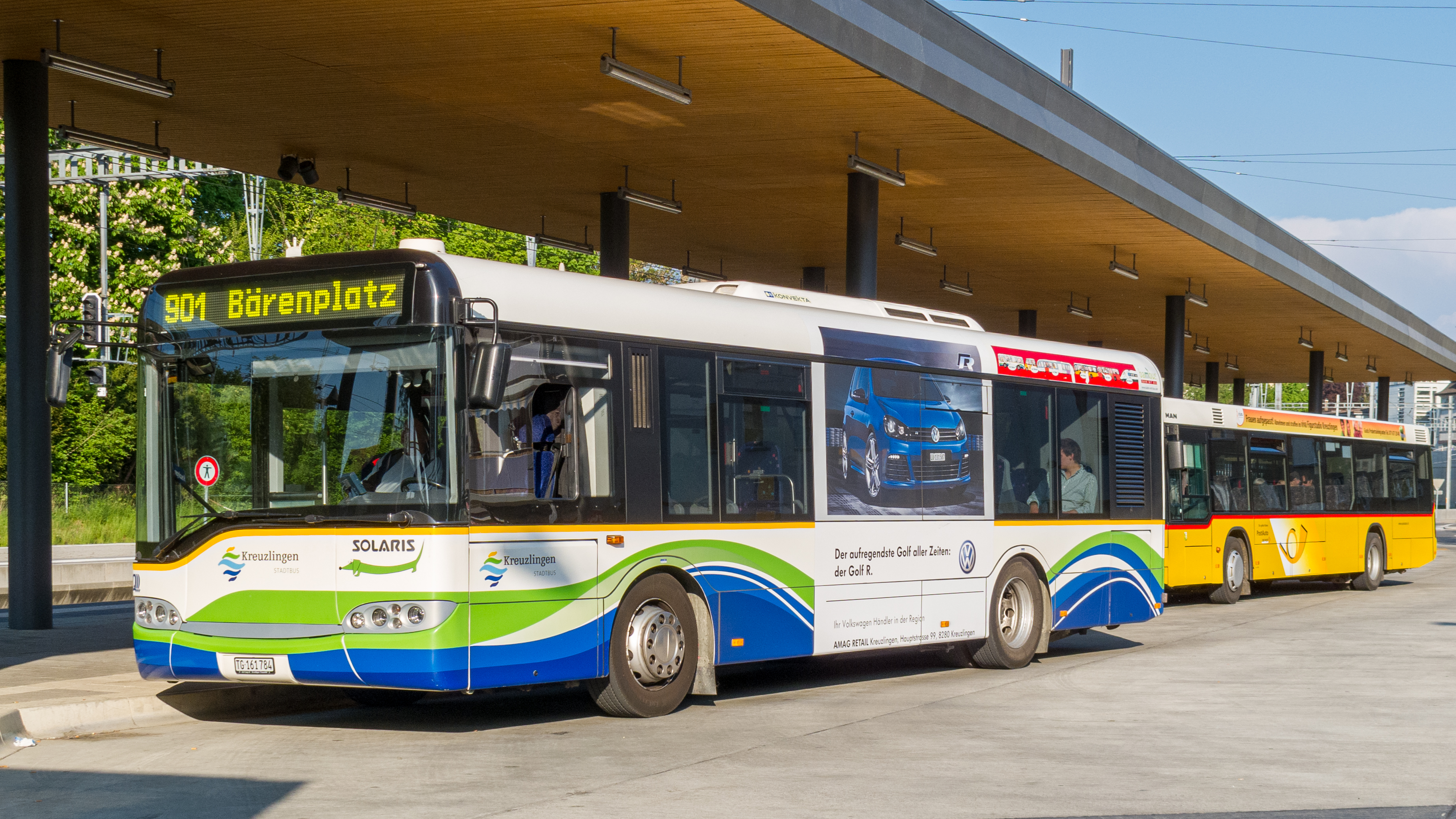
Busstation und Stadtbus
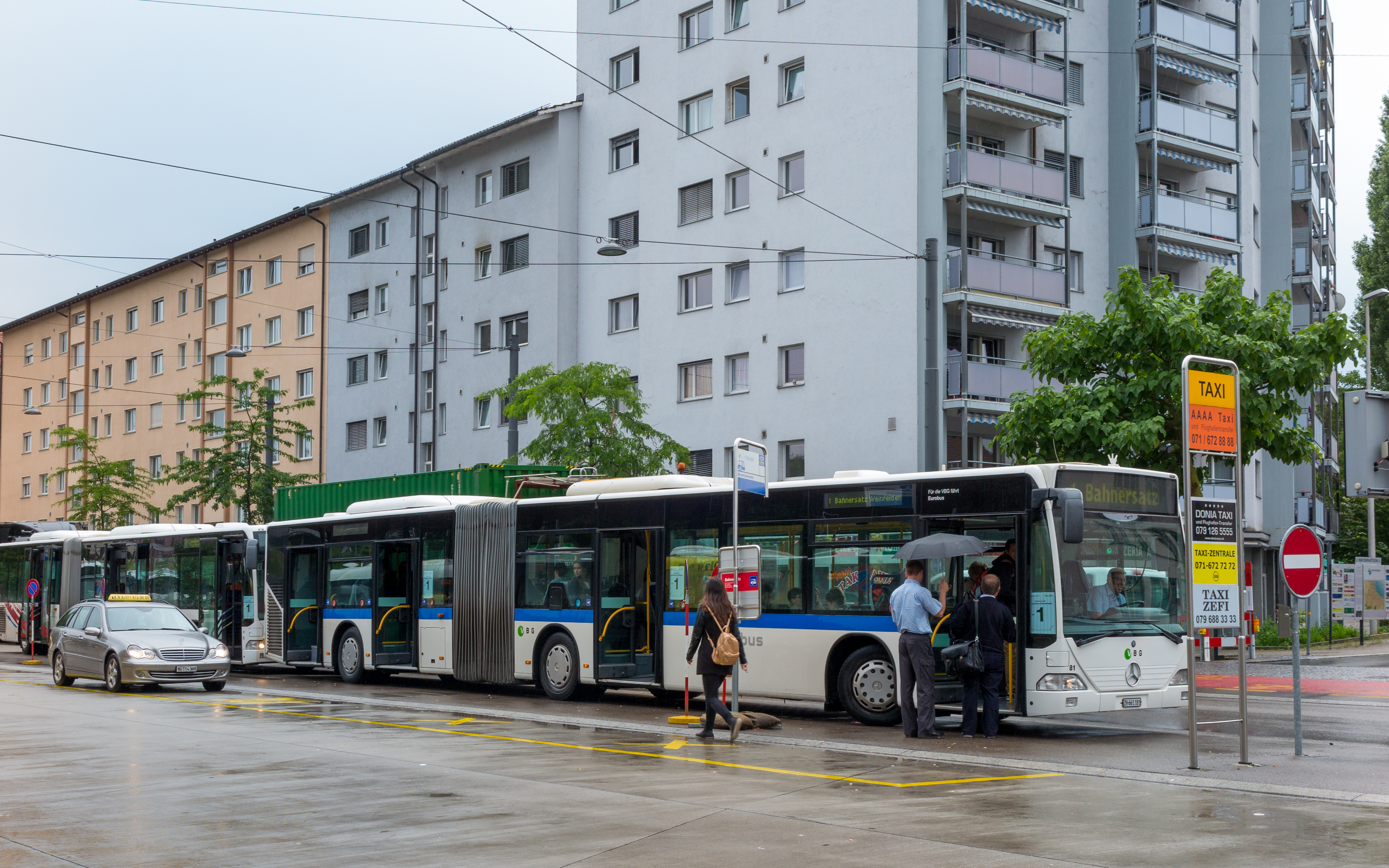
Taxistand und Haltestelle für Bahnersatzbusse
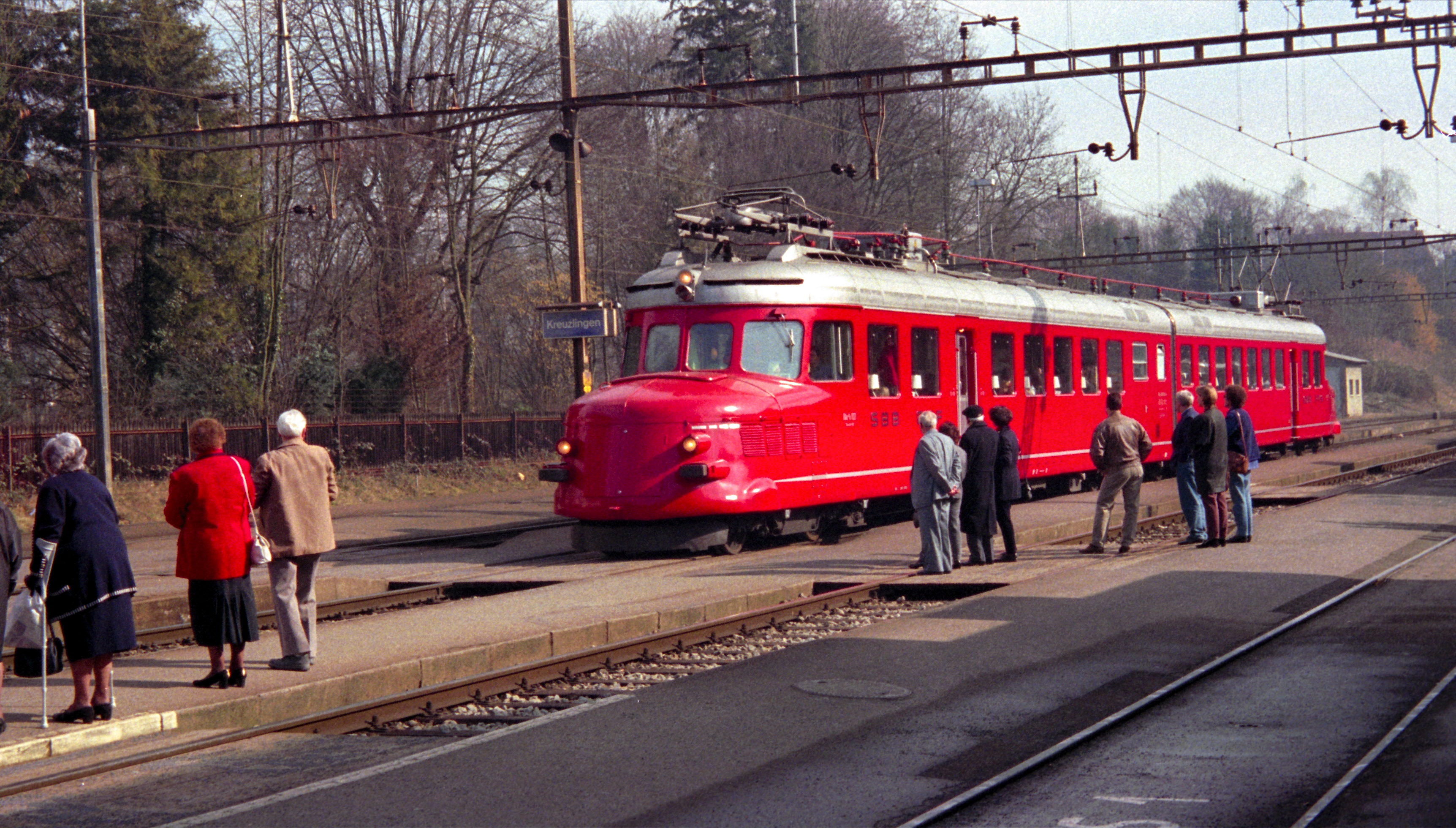
Roter Pfeil, 1997
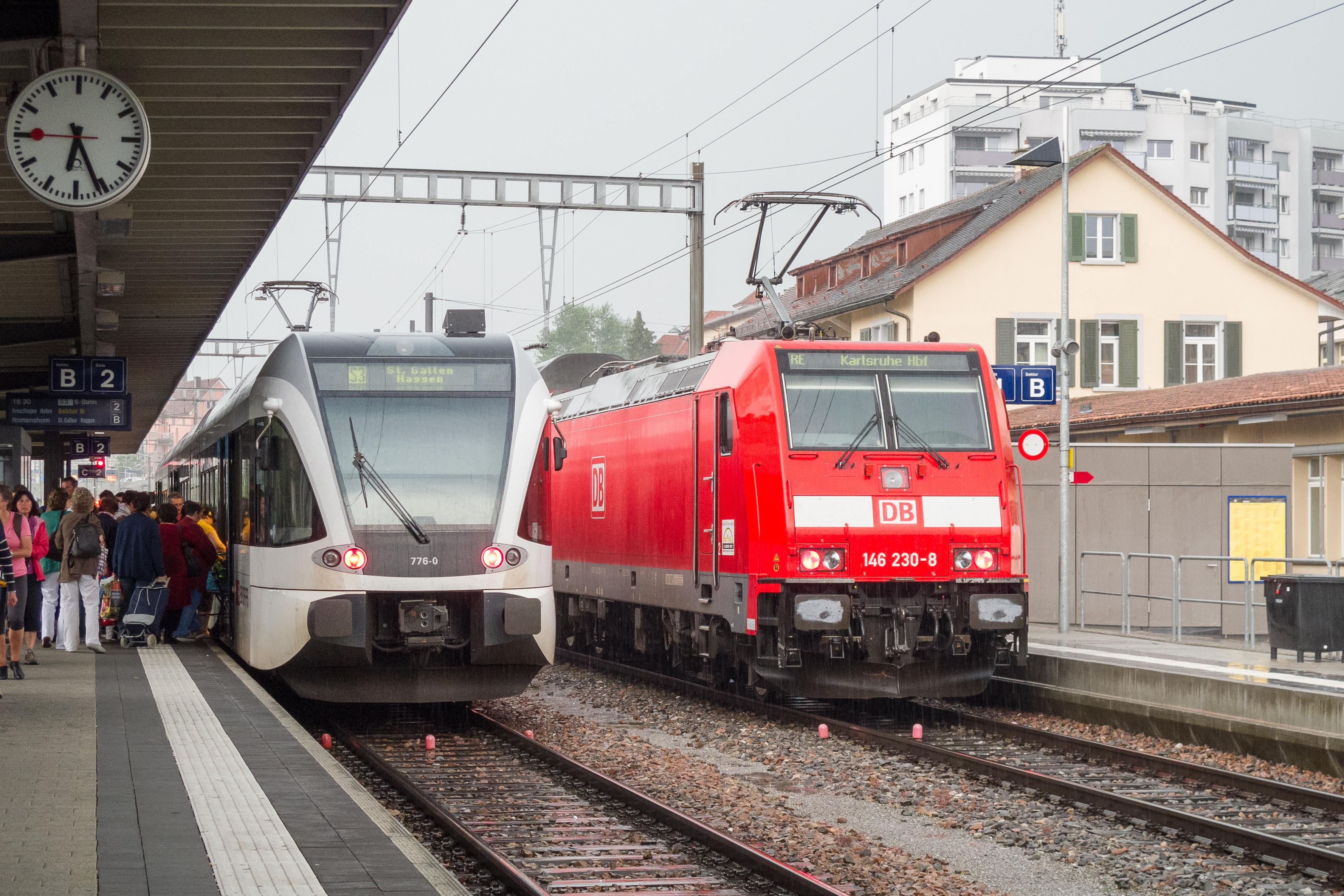
S-Bahn und DB-Zug, 2012
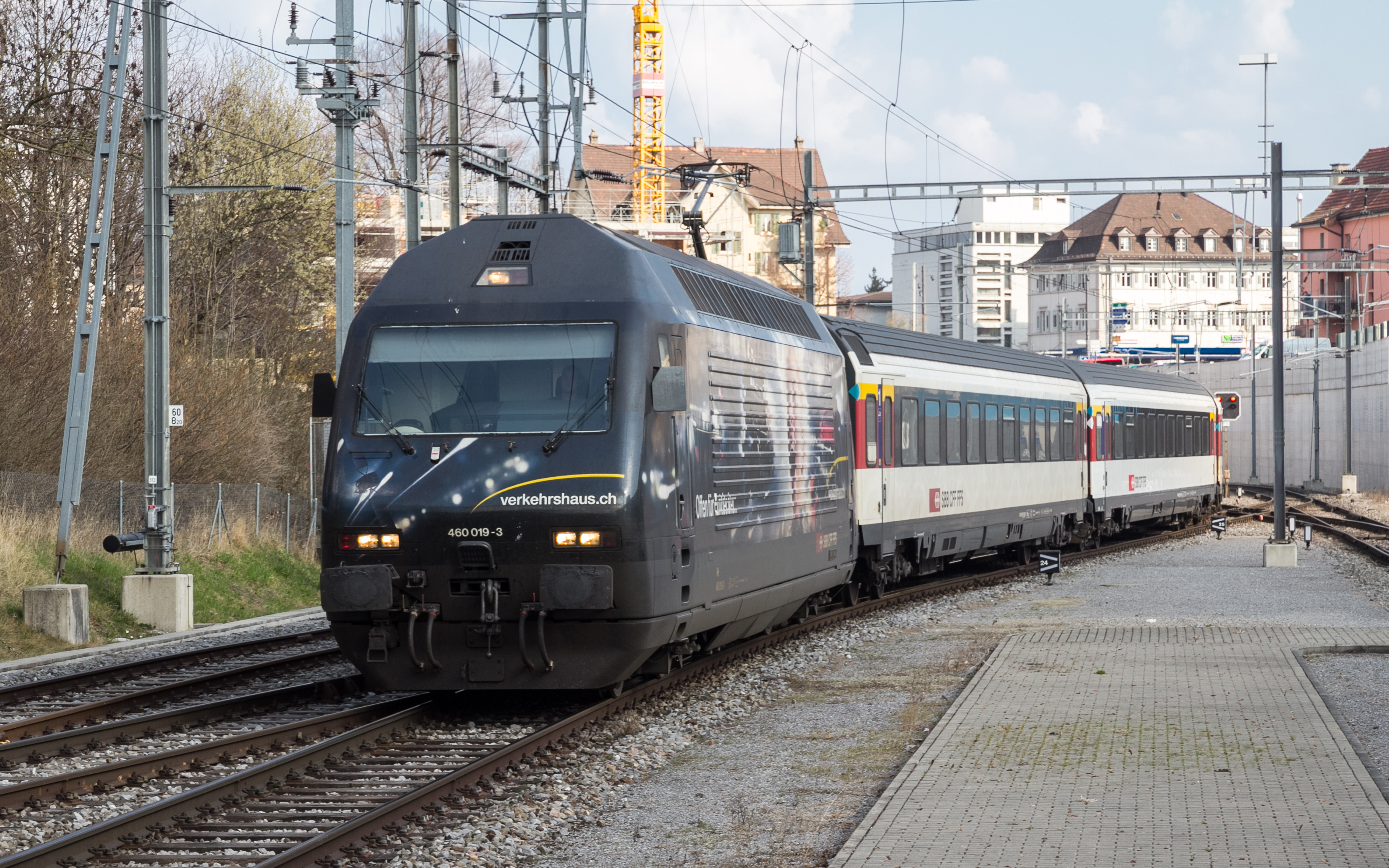
InterRegio, 2012
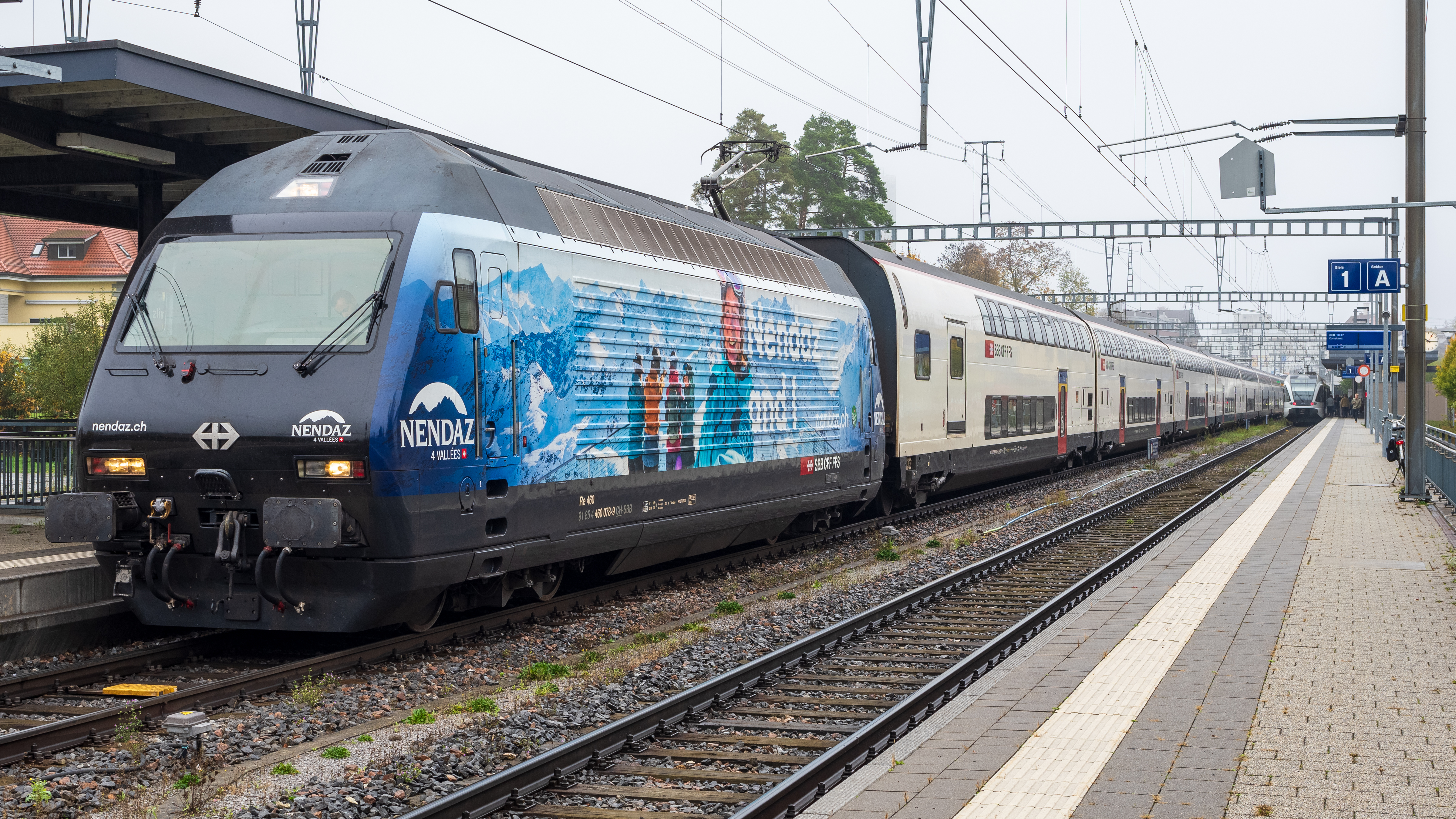
InterRegio, 2024